# Poudretteïta
La poudretteïta és un mineral de la classe dels silicats, que pertany al grup de l'osumilita. El mineral va ser nomenat en honor de la família Poudrette, propietaris i operadors de la pedrera original R. Poudrette, establerta el 1959, i ampliada del 1992 al 2007, que incorpora l'antiga Demix i totes les altres pedreres abans explotades en una sola entitat.

## Característiques
La poudretteïta és un silicat de fórmula química KNa₂B₃Si₁₂O30. Cristal·litza en el sistema hexagonal. La seva duresa a l'escala de Mohs és 5.
Segons la classificació de Nickel-Strunz, la poudretteïta pertany a «09.CM - Ciclosilicats, amb dobles enllaços de 6 [Si₆O18]12- (sechser-Doppelringe)» juntament amb els següents minerals: armenita, brannockita, chayesita, darapiosita, eifelita, merrihueïta, milarita, osumilita-(Mg), osumilita, roedderita, sogdianita, sugilita, yagiïta, berezanskita, dusmatovita, shibkovita, almarudita, trattnerita, oftedalita i faizievita.

## Formació i jaciments
Va ser descoberta a la pedrera Poudrette, situada al Mont Saint-Hilaire, al municipi regional de comtat de La Vallée-du-Richelieu, a Montérégie (Quebec, Canadà). També ha estat descrita en alguns indrets de la ciutat de Mogok (Divisió de Mandalay, Myanmar). Aquests indrets són els únics de tot el planeta on ha estat descrita aquesta espècie mineral.